# Harpadon
Harpadon es un género de peces teleósteos que pertenece a la familia Synodontidae. 
Este género incluye el Harpadon nehereus, conocido como "Bombay duck" (pato de Bombay en inglés), pez muy apreciado en la gastronomía de la ciudad de Mumbai. 

## Especies
Este género contienen las siguientes especies:
- Harpadon erythraeus Klausewitz, 1983
- Harpadon microchir Günther, 1878
- Harpadon nehereus (F. Hamilton, 1822)
- Harpadon squamosus (Alcock, 1891)
- Harpadon translucens Saville-Kent, 1889